# Gyrocheilos chorisepalus
Gyrocheilos chorisepalus är en tvåhjärtbladig växtart som beskrevs av Wen Tsai Wang. Gyrocheilos chorisepalus ingår i släktet Gyrocheilos och familjen Gesneriaceae.

## Underarter
Arten delas in i följande underarter:
- G. c. chorisepalus
- G. c. synsepalus